# Filialkirche Goldberg (Gailtal)

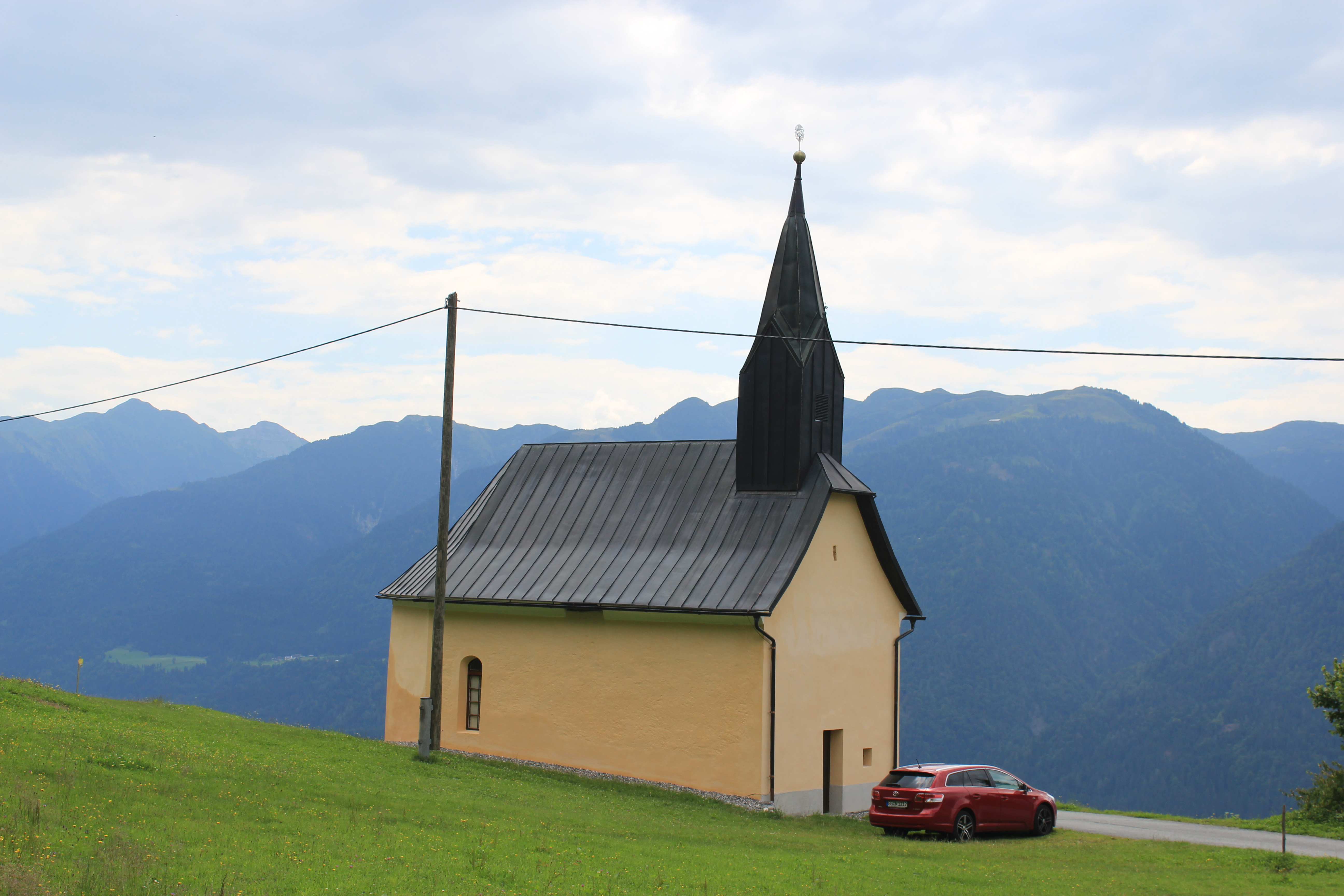
Filialkirche Goldberg

Die Filialkirche Goldberg steht in 1101 Meter Höhe am Südhang der Jauken über dem Gailtal in der Gemeinde Dellach. Sie trägt das Patrozinium Maria hilf und gehört zur römisch-katholischen Pfarre St. Daniel im Gailtal. Stifter der Kirche ist Mathias Goldberger vulgo Hauser, der hier im Jahre 1711 eine Kapelle erbauen ließ. 1823 wurde sie vergrößert.
Das Gotteshaus ist ein kleiner dreiachsiger, barocker Langbau mit Dreiachtelschluss und einem Dachreiter mit Spitzhelm im Westen. Der Innenraum ist flach gedeckt und wird durch Rundbogenfenster an der Südwand belichtet. Der spätbarocke Altar zeigt im Mittelbild Maria mit Kind. Seitlich stehen die Statuetten des heiligen Silvester sowie einer weiblichen Heiligen. Das Kirchengestühl stammt vom Ende des 18. Jahrhunderts.